# Francesco degli Atti (Bischof)

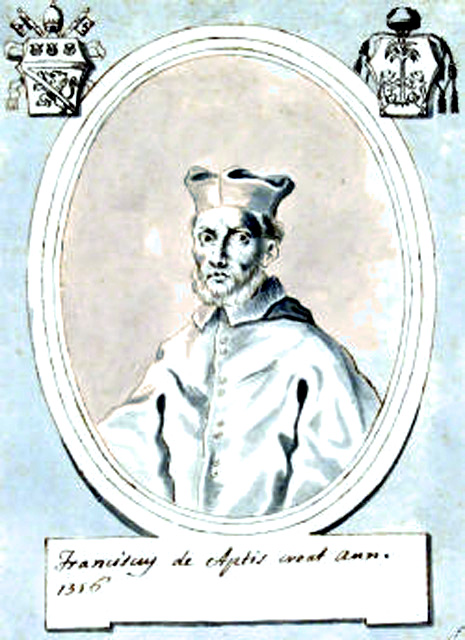
Kardinal Francesco degli Atti

Francesco degli Atti (* in Todi; † 25. August oder am 4. September 1361 in Pont de Sorgues, heute im Département Vaucluse, Frankreich) war ein Kardinal der Römischen Kirche und Bischof von Florenz.

## Leben
Nach einem Studium des kanonischen Rechts wurde er im Mai 1348 zum Bischof von Korfu gewählt und im September desselben Jahres von Papst Clemens VI. nach Chiusi transferiert. 1351 war er Mitglied der Schiedskommission, die den Frieden zwischen Amadeus VI. von Savoyen und dem Dauphin Karl von Vienne zustande brachte. Am 15. Juni 1353 wurde er Bischof von Cassino, das er 1355 Angelo Acciaiuoli überließ und dafür dessen Nachfolger in Florenz wurde. Degli Atti wurde von Papst Innozenz VI. am 23. Dezember 1356 zum Kardinalpriester von San Marco ernannt. Er verließ Florenz und ging nach Avignon, wo er unter anderem als Großpönitentiar wirkte. 1359 formulierte er das päpstliche Urteil gegen den Deutschen Orden in dessen Streit mit dem Erzbistum Riga. Aus seiner Zeit als Bischof von Chiusi stammt der Traktat De quarta canonica piorum legatorum debita episcopo, in dem er die Ansprüche des Bischofs auf ein Viertel der frommen Vermächtnisse zu begründen versuchte. Zeitgenossen wie Baldus setzten sich kritisch mit seinen Argumenten auseinander.